# Micești (okręg Ardżesz)
Micești – wieś w Rumunii, w okręgu Ardżesz, w gminie Micești. W 2011 roku liczyła 1673 mieszkańców.